# Hepburn
Hepburn je priimek več oseb:
- Allan Hepburn (1896–1975), avstralski častnik, vojaški pilot in letalski as
- Audrey Hepburn (1929–1993), ameriška igralka
- James Curtis Hepburn (1815–1911), ameriški zdravnik in jezikoslovec (Hepburnovo prečrkovanje)
- Katharine Hepburn (1909–2003), ameriška igralka